# Plouhinec (Finistère)
Plouhinec település Franciaországban, Finistère megyében. Lakosainak száma 3923 fő (2022. január 1.). Plouhinec Mahalon, Plozévet, Pont-Croix és Audierne községekkel határos.

## Népesség
A település népességének változása:
| Lakosok száma | 5792 | 4900 | 4524 | 4177 | 4106 | 4011 | 3975 | 3951 | 3940 | 3923 |
|               | 1968 | 1982 | 1990 | 2006 | 2013 | 2015 | 2017 | 2019 | 2020 | 2022 |